# Desdemona (satelit)
Există, de asemenea, o planetă minoră numită 666 Desdemona.
Desdemona este un satelit interior al lui Uranus. A fost descoperit din imaginile realizate de Voyager 2 pe 13 ianuarie 1986 și a primit denumirea temporară S/1986 U 6. Desdemona este numită după soția lui Othello din piesa lui William Shakespeare Othello. Este desemnat și Uranus X. 
Desdemona aparține grupului de sateliți Portia, care-i includ și pe Bianca, Cressida, Juliet, Portia, Rosalind, Cupid, Belinda și Perdita. Acești sateliți au orbite și proprietăți fotometrice similare. În afară de orbita sa, raza de 32 km și albedo-ul geometric de 0,08 nu se știe practic nimic despre Desdemona.
La imaginile Voyager 2 Desdemona apare ca un obiect alungit, cu axa majoră îndreptată spre Uranus. Raportul axelor sferoidului prolat al lui Desdemona este de 0,6 ± 0,3. Suprafața sa este de culoare gri. 
Desdemona se poate ciocni cu unul dintre sateliții vecini Cressida sau Juliet în următorii 100 de milioane de ani. 